# Pepsi Raw
Pepsi Raw (Pepsi Cruda) era un bebida gaseosa de cola creada por PepsiCo y Britvic, exclusivamente introducida en el Reino Unido en 2008 como "Bebida Carbonatada con Extracto de Planta Natural de Cola". Pepsi Raw contenía ingredientes de origen natural, por lo que estaba libre de saborizantes, colorantes, conservantes y edulcorantes artificiales. Anunciando por Pepsi, presentó el producto como alternativa natural a otras bebidas de cola. Pepsi Raw también fue comercializada en Noruega y Australia
En los Estados Unidos y en México se vendió un producto similar bajo el nombre Pepsi Natural.
En septiembre de 2010, se anunció que Pepsi Raw iba a ser retirado del mercado de Reino Unido.

## Ingredientes
- Agua Carbonatada
- Azúcar de caña.
- Extracto de manzana.
- Colorante: Caramelo.
- Extractos de planta naturales (incluyendo cafeína natural y  extracto de nuez de kola).
- Ácido Cítrico, Tartárico y Láctico.
- Estabilizador: Goma arábiga.
- Espesante: Goma Xantana.

## Información nutricional

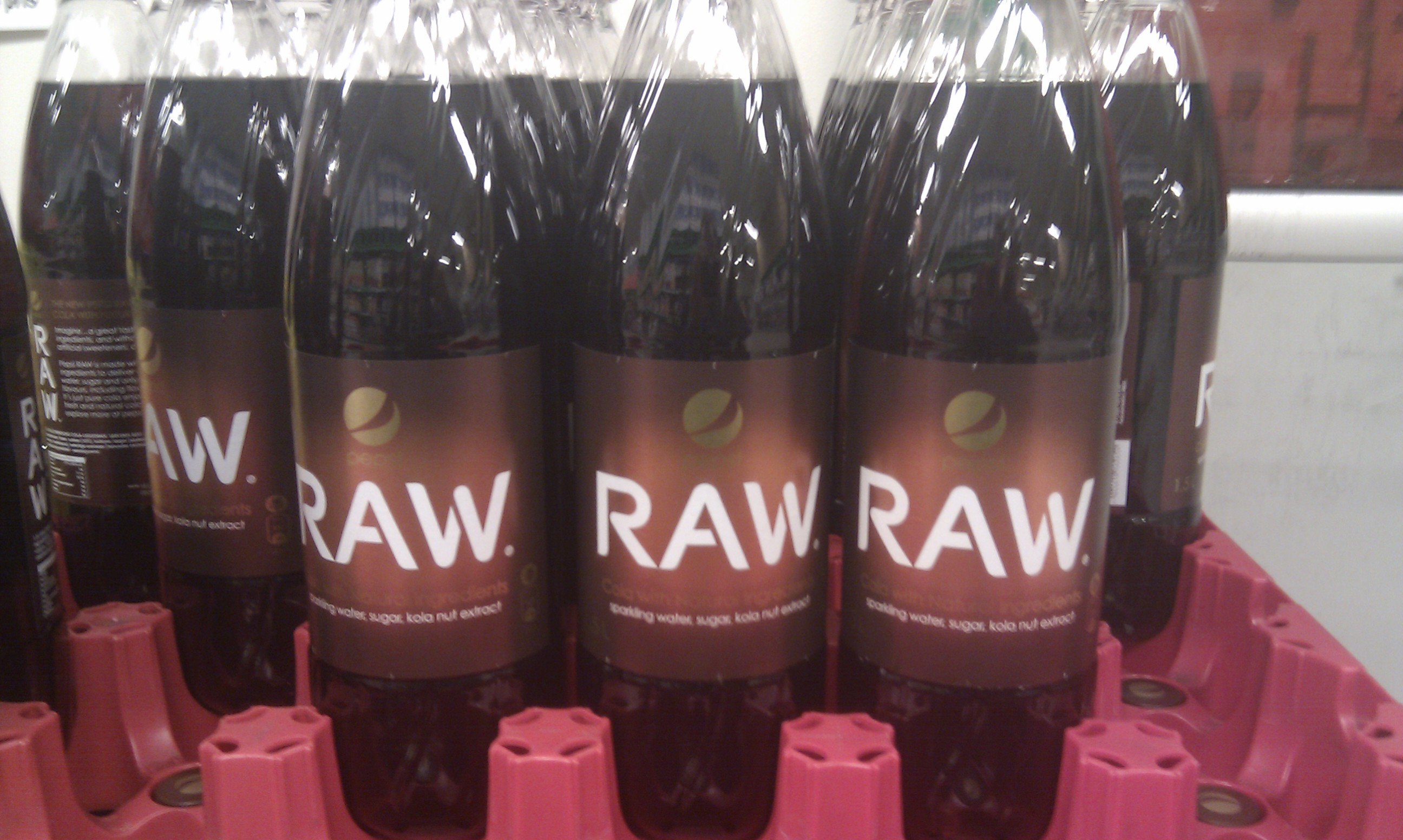
Botellas de Pepsi Raw

Información nutricional por botella (300ml) :
- Energía (Kcal): 117
- Proteínas (g): 0
- Carbohidratos (g): 29.7
- De los cuales: Azúcares (g): 28.8
- Grasas (g): 0
- Grasa saturadas (G): 0
- Fibra (g): 0
- Sodio (g): Trazas

Información nutritiva por 100ml:
- Energía (Kcal): 39
- Proteínas (g): 0
- Carbohidratos (g): 9.9
- Del cual Azúcares (g): 9.6
- Grasas (g): 0
- Grasas saturadas (G): 0
- Fibra (g): 0
- Sodio (g): Trazas

## Disponibilidad y embalaje
Pepsi Raw se vendió en el Reino Unido a través del siguiente comercios: ASDA, Sainsbury´s, Somerfield, Morrison´s, Tesco, Toda Barra Un, Selfridges, Harvey Nichols, Waitrose, Botas, WHSmith y Superdrug.

Se vendió individualmente en botellas de vidrio de 300 ml, latas de 150 ml y 250 ml. También estaba disponible en multipacks de cuatro botellas y de cuatro latas .
Pepsi Raw se vendió en los Estados Unidos como Pepsi Natural en estos comercios: Objetivo (Minnesota, California y Pensilvania), Costco, Ralphs, Albertsons y Woodmans.

Pepsi Natural era distribuida en parte de los EE. UU. en botellas de vidrio de 237 ml (8 fl oz) y de 355 ml (12 fl oz).

Actualmente, Pepsi Natural no se vende en los EE. UU. Esto se debe a que las ventas no fueron como Pepsi había esperado, y éstas fueron interrumpidas. Actualmente, no hay ningún plan de volver a introducir el producto.
En julio de 2010, Pepsi Raw se comercializó en Noruega. Ésta se vendió individualmente en botellas de 1.5 l, 0.5 l y 0.3 l. En mayo de 2011 Pepsi Raw ya no estaba disponible.
A partir de febrero de 2011 Pepsi Raw está disponible en Australia, en formato lata de 250 ml, y se vende exclusivamente en 7-Elevens. El producto se importa del Reino Unido.

## Marketing
Para ayudar a promover Pepsi Raw, se lanzó una campaña de marketing experimental bautizada "La Cola Nacida Natural". Los responsables viajaron a tiendas de comestibles minoristas, centros comerciales, estaciones de tren y oficinas en ciudades clave a través de la nación. Durante la 6 semanas de campaña, se distribuyeron 1.295.500 botellas de Pepsi Raw . El 82% de los consumidores dijeron que les gustó el sabor, y más del 75% dijeron que lo volverían a comprarla.